# Together Again... at the Jazz Bakery
Together Again... at the Jazz Bakery från 2011 är ett livealbum med pianisten Jan Lundgren tillsammans med amerikanska musiker. Albumet spelades in live på jazzklubben The Jazz Bakery i Los Angeles 2008 och är en uppföljare till Cooking! at the Jazz Bakery från 1996 med samma musiker.
Den engelska jazztidskriften Jazz Journals kritikerkår röstade fram albumet till årets bästa 2011.

## Låtlista
1. Introduction by Ken Borgers – 0:23
2. Have You Met Miss Jones? (Richard Rodgers/Lorenz Hart) – 8:59
3. Someone to Watch Over Me (George Gershwin/Ira Gershwin) – 6:12
4. Love for Sale (Cole Porter) – 8:38
5. Tenderly (Walter Gross/Jack Lawrence) – 5:09
6. Yesterdays (Jerome Kern/Otto Harbach) – 7:00
7. I’m Old Fashioned (Jerome Kern/Johnny Mercer) – 5:34
8. Blues in the Closet (Oscar Pettiford) – 7:14
9. I’ve Never Been in Love Before (Frank Loesser) – 6:21
10. Everything Happens to Me (Matt Dennis/Tom Adair) – 7:34
11. Rhythm-a-Ning (Thelonious Monk) – 7:30

## Medverkande
- Jan Lundgren – piano
- Chuck Berghofer – bas
- Joe La Barbera – trummor